# Gala (cantante)
Gala, pseudonimo di Gala Rizzatto (Milano, 6 settembre 1975), è una cantautrice, fotografa e produttrice discografica italiana.
Artista della musica dance, ha venduto oltre 6 milioni di dischi in tutto il mondo. Il suo album di esordio Come into My Life (1998) include i singoli premiati con dischi di platino: Freed from Desire (che ha raggiunto la posizione n. 2 in classifica nel Regno Unito ed è rimasto per 8 settimane in Top Ten), Let a Boy Cry (n. 1 in Italia, Spagna, Belgio e Francia) e Come into My Life (n. 1 in Italia, Spagna ed Israele). 

## Biografia
Figlia dell'architetto Paolo Rizzatto e di Sissy Della Sega, venne chiamata Gala come la musa di Salvador Dalí e Paul Éluard, Gala Dalí. Lascia l'Italia all'età di 17 anni per frequentare una scuola di arte a Boston. Nel 1993 si laurea alla Tisch School of the Arts dell'Università di New York, dove inizia a fotografare gli ambienti underground del mondo dell'arte e della vita notturna.

### 1996-2001: l'inizio della carriera musicale
Il primo demo, scritto a New York e inviato oltreoceano in musicassetta, il brano Freed from Desire diventa un successo della musica pop internazionale. Viene poi registrato a Londra e distribuito dall'etichetta indipendente italiana Do It Yourself Records.
Nel 1996 Gala è votata come migliore cantante donna dell'anno dalla rivista mensile italiana Musica e dischi. Vince dischi di platino in Francia e nel Benelux e un disco d'oro nel Regno Unito. Ottiene una nomination come Best Dance Act ai Mobo Awards in Gran Bretagna insieme a The Prodigy, The Chemical Brothers e Orbital. 
Nel luglio 1997 vince il titolo di miglior artista straniera dell'anno al Midem di Cannes, in Francia.
Fra il 1995 e il 1998 prende parte a show televisivi: nel Regno Unito a Top of the Pops della BBC, in Francia a Taratata, Les Année Tubes e Hit Machine del canale M6, su MTV Germania. Si esibisce dal vivo in arene come lo stadio di Bercy e Las Ventas di Madrid. 
Nel 1998 esce l'album Come into My Life, con 4 singoli che svettano nelle Top 20 delle classifiche di tutta Europa e 6 milioni di dischi venduti nel mondo.
Nel 1998, in occasione della sua esibizione di Let A Boy Cry al programma Taratata, incontra il manager di Prince Steve Fargnoli, che decide di diventare il suo manager. Nello stesso anno Gala firma un contratto con la Universal Records in Italia. Dopo l'improvvisa morte di Fargnoli nel 2001, rompe il suo contratto con la Universal Records e torna a New York.

### 2005-2010
Insediatasi a Brooklyn, Gala imprime una nuova direzione al sound, vita e carriera, riemergendo come artista indipendente. Nel 2005 esce il singolo Faraway in Francia e in Grecia, dove ottiene il 1º posto nella classifica di iTunes e il 6º nelle classifiche nazionali. Faraway è coprodotto dal musicista e producer Kevin Rudolf della Cash Money Records. Diventa la colonna sonora di uno spot televisivo del profumo Bod Man, trasmesso su MTV e HBO ed è ripreso come cover dalla vincitrice di Greek Idol, Tamta.
Nel 2005 Gala appare su Pink TV e su Fan De di M6. Nel 2006 si esibisce al Mega PANN party al Central Studios di Utrecht, nei Paesi Bassi.
Nel 2008 fonda l'etichetta discografica Matriarchy Records, con sede a Brooklyn, New York, e fa squadra con il producer Marcus Bell, il batterista Deantoni Parks e il chitarrista Joe Friedman. Il risultato di questa collaborazione è Tough Love, album di esordio della Matriarchy Records uscito digitalmente in tutto il mondo il 6 settembre del 2009. Gala produce autonomamente quattro video musicali per l'album Tough Love. Il video della canzone I am the world, the world is me è realizzato in collaborazione con l'artista italo-argentino Sebastiano Mauri ed incorpora la video-installazione di quest'ultimo The Songs I Love To.
Nel 2009 la popstar si esibisce in due serate all'Ethias Arena. 
Nel 2010 canta all'Highline Ballroom di New York, al Palais des Sports di Parigi e al Theatre Antique di Arles. Viene invitata ad esibirsi come unica artista al 24H Velo de Louvain-la-Neuve in Belgio, la seconda più grande kermesse della birra in Europa, organizzata dagli studenti dell'università belga di Louvain-la-Neuve.
Nel 2010 Tough Love viene inserito nella popolare serie televisiva americana The Millionaire Matchmaker (USA). Lo stesso anno Freed From Desire è utilizzato per uno spot televisivo Nissan in Francia e in Spagna.

### 2011-2012
Nel 2011 Gala canta il nuovo singolo Lose Yourself In Me all'evento Dance in the Summer a Beirut, accanto a Taio Cruz, T-Pain, Dev e Dash Berlin. Lo spettacolo è organizzato dalla stazione radio Mix Fm e il singolo raggiunge la seconda posizione nella Top 10 playlist dell'emittente, prima della sua uscita nel 2012, quando arriva al primo posto della radio libanese RFX, rimanendoci per tre settimane consecutive.
L'uscita mondiale di Lose Yourself in Me avviene nel maggio del 2012 attraverso l'etichetta di Gala, Matriarchy Records. Il brano viene trasmesso da Fun Radio e Radio FG in Francia. Risulta uno dei singoli ad alta rotazione su Impact FM e Radio Antipode e viene incluso fra i new releases dell'emittente belga Fun Radio.
Il videoclip di Lose Yourself In Me è prodotto in modo indipendente da Matriarchy Records in collaborazione con The Masses. È diretto da Alistair Legrand, fratello di Victoria Legrand della band Beach House. Nel video ballerini krump di Los Angeles, fasciati in tute tempestate di luci LED, ballano su coreografia di Gala. Dopo la sua uscita il clip appare sulla home page di Dailymotion, di Yahoo Francia, The Huffington Post, The Mediateseur e Vogue Italia.

### 2013
Nel 2013 Gala gira il video del brano Taste of Me con coreografie di Benoit Swan, direttore artistico della compagnia di danza avant-guard di New York Cedar Lake, per la regia del francese Alexandre Moors (‘Runaway’ di Kanye West e Blue Caprice). Il clip vede la partecipazione del ballerino e coreografo di Alvin Ailey, Abdur Rashid Jackson. Il video di Taste of Me è contraddistinto da una carrellata unica e riprende i movimenti di cinque ballerini, inclusa Gala, mentre si intrecciano in una danza organica che avanza senza sosta.
Traendo ispirazione dal suo regista preferito, Alfred Hitchcock, Gala gira deliberatamente un video che sembra realizzato in una ripresa unica. Vi è anche una citazione di Eadweard Muybridge e del suo lavoro pionieristico negli studi fotografici e in ambito cinematografico. Alcuni dei coreografi preferiti di Gala (Parsons, Bob Fosse, Mark Morris) sono anche sottilmente evocati nella coreografia.
Il video Taste Of Me è stato descritto come un'esclusiva con Digital Spy, il più popolare sito web di notizie e di intrattenimento nel Regno Unito. In Europa il video è rivelato in esclusiva da Fun Radio Belgique, stazione sorella di Fun Radio France, il più grande gruppo di stazioni radio FM con circa 3,8 milioni di ascoltatori ogni giorno. La versione deluxe del CD comprende la produzione originale di Marcus Bell e il remix di Bimbo Jones, Hoxton Whores, Starkillers e Almight Records. In Belgio il video Taste Of Me viene menzionato dal grande quotidiano Derniere Heure (on-line) e Gala appare nel notiziario di RTL del mattino e in quello serale, per parlare del suo nuovo singolo.
Nel 2013 diverse nuove canzoni, come Lose Yourself in me, Taste of Me e Love Impossible appaiono negli show delle reti MTV Best Ink, Real World Ex-Plosion, Road Rules Extreme Challenge e Al passo con i Kardashian (Keeping Up with the Kardashians).
Freed From Desire viene provato dalla band tedesca Frida Gold. La canzone dal titolo Liebe ist meine Rebellion  diventa il nº 4 nella classifica dei singoli tedeschi. Freed From Desire viene interpretato anche dalla Nouvelle Star Dana, in diretta televisiva francese, e dalla pop star greco-svedese Helena Paparizou ai MAD Video Music Awards 2013.

### 2014

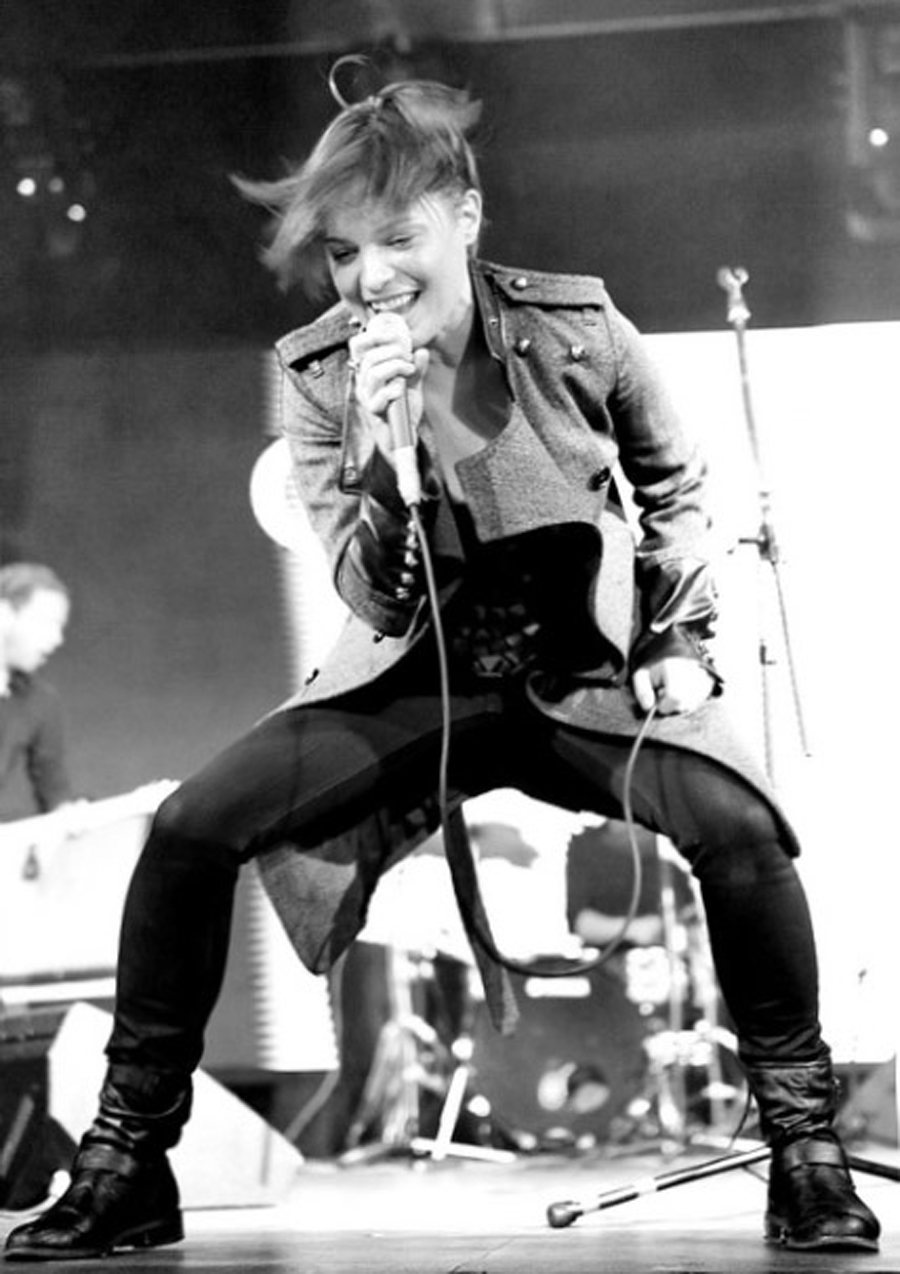
Gala in esibizione in Francia

Gala si esibisce alle Olimpiadi invernali del 2014 nella Medals Plaza a Soči, performance durata un'ora e trasmessa in diretta sul canale musicale Europa Plus TV. Debutta con il nuovo singolo, The Beautiful. Nonostante il clima controverso delle Olimpiadi, Gala apre l'esibizione con il successo degli anni '90, Let A Boy Cry, a sostegno dei suoi fan gay. Il 20 novembre nella casa discografica House Records a New York esce il CD The Beautiful, una collaborazione con il leggendario DJ House e produttore Todd Terry, e poi un CD Deluxe, pubblicato da Matriarchy Records, che include remix di Todd Terry, Hoxton Whores, Lodge 21, Ryan e Smitty, Midnight Magic and Lauren Flax.

### 2015
A Capodanno Gala fa un cameo al concerto di Youssou N'Dour per Dakar Ne Dort Pas a Dakar, trasmesso da Tele Future Media. La sua etichetta Matriarchy Records pubblica l'album Singles V1, una raccolta dei singoli 2012-2015 insieme a tre canzoni inedite. L'album contiene i remix di Todd Terry, tra gli altri.

### 2016
Gala registra una versione acustica della sua hit Freed from Desire a Les Studios Saint Germain di Parigi per il film Un amore all'altezza, diretto da Laurent Tirard e con Jean Dujardin (Oscar per il miglior attore nel 2012, grazie al film The Artist), uscito a maggio 2016.

## Discografia

### Album in studio
- 1998 – Come into My Life
- 1998 – Gala Remixes
- 2007 – Come into a Decade (10th Anniversary)
- 2008 – Tough Love
- 2015 – Singles V1

### Singoli
- 1995 – Everyone Has Inside
- 1996 – Freed from Desire
- 1996 – Let a Boy Cry
- 1997 – Come into My Life
- 1998 – Suddenly
- 1998 – Galamegamix
- 2005 – Faraway
- 2008 – A Friend Of Joshua (M.L.A. feat. Gala)
- 2009 – Tough Love
- 2012 – Lose Yourself In Me
- 2013 – Taste of Me
- 2014 – The beautiful
- 2018 – Happiest Day of My Life
- 2018 – Nameless Love
- 2021 – Parallel Lines

## Altre attività
Gala scrive anche per musicisti classici come Salvatore Licitra e Marcelo Álvarez, con i quali ha collaborato per l'album Duetto, e Mario Frangoulis.
È tuttora appassionata di fotografia e molti suoi scatti compaiono sul suo sito web ufficiale.